# لتسدورف
لتسدورف (به آلمانی: Leezdorf) یک شهر در آلمان است که در آوریش واقع شده‌است. لتسدورف ۱٬۹۴۱ نفر جمعیت دارد.
لتسدورف (به آلمانی: Leezdorf) یک شهر در آلمان است که در ناحیه اوریخ واقع شده‌است.